# Bruny Island

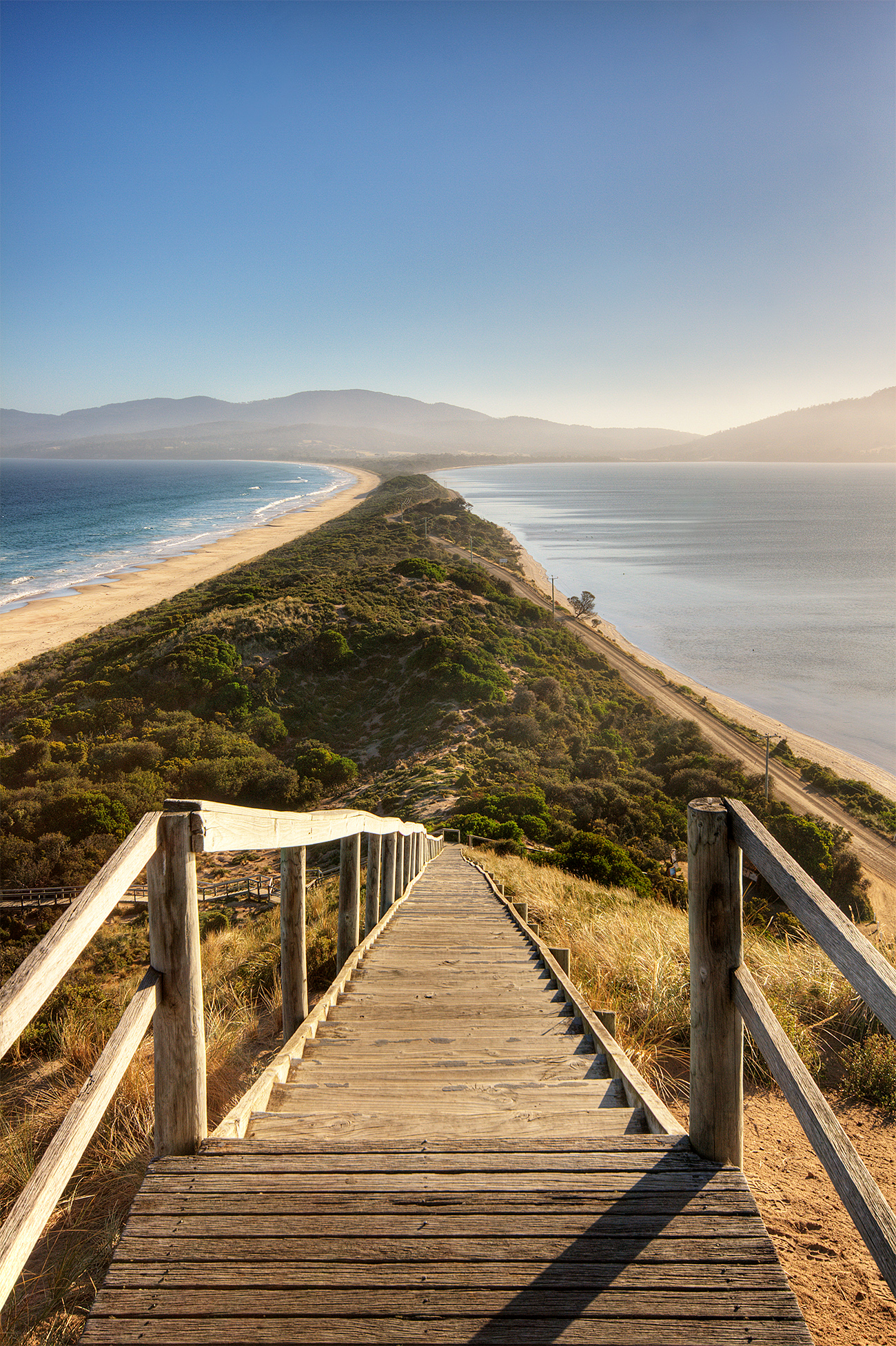
Mellan norra och södra delen ligger "The Neck".

Bruny Island är en ö söder om Tasmanien, Australien. Den är skild från huvudön genom sundet D'Entrecasteaux Channel. Såväl ön som sundet är uppkallad efter den franske upptäcktsresanden Joseph-Antoine Raymond de Bruny d'Entrecasteaux. Fram till 1918 stavades namnet Bruni Island.
Bruny Island är egentligen två öar som är sammanlänkade genom en smal sanddyn som kallas "The Neck". Ön har en area på 362 km² och den högsta toppen, Mt Mangana, ligger 571 meter över havet. På Bruny Island lever ungefär 600 invånare som motsvarar 1,6 invånare /km². Varje år besöks ön av upp till 10 000 turister.
I södra delen av ön ligger nationalparken South Bruny. Ön är även känd för ett antal albino vallabyer som lever här. Dessa har inga naturliga fiender och förökar sig särskilt bra.
Enda vägen till Bruny Island är en bilfärja som sedan 1954 startar i Kettering.

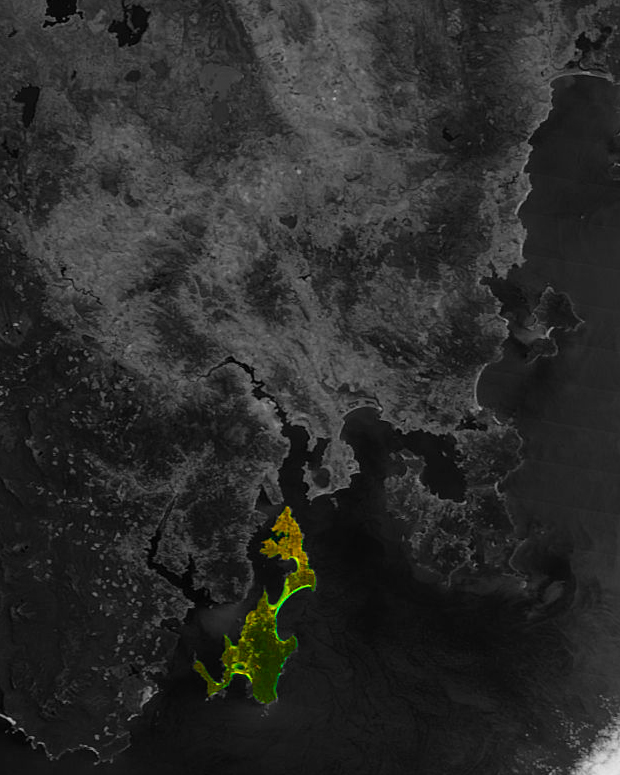
Satellitbild med Bruny Island färgsatt
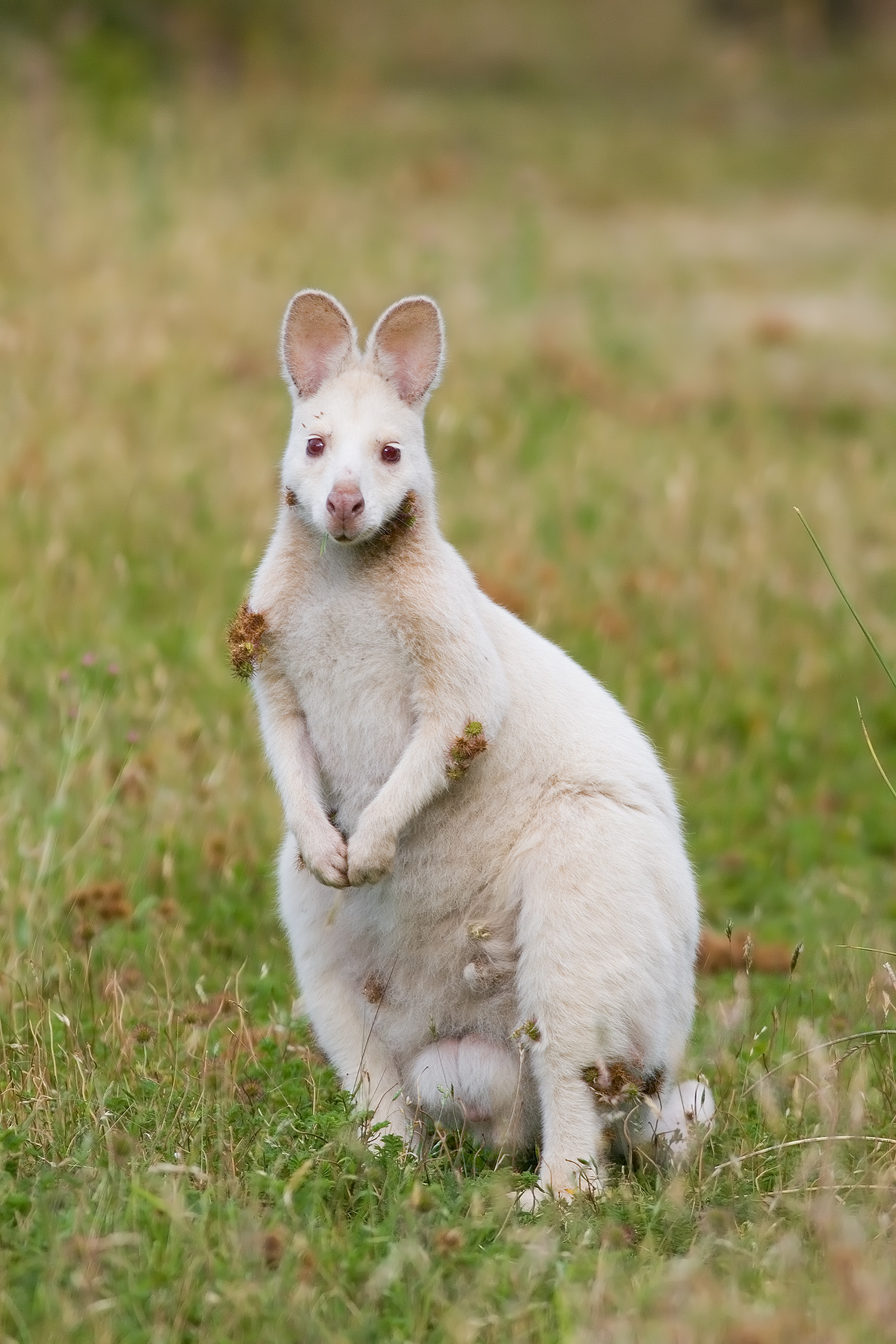
Albino vallaby
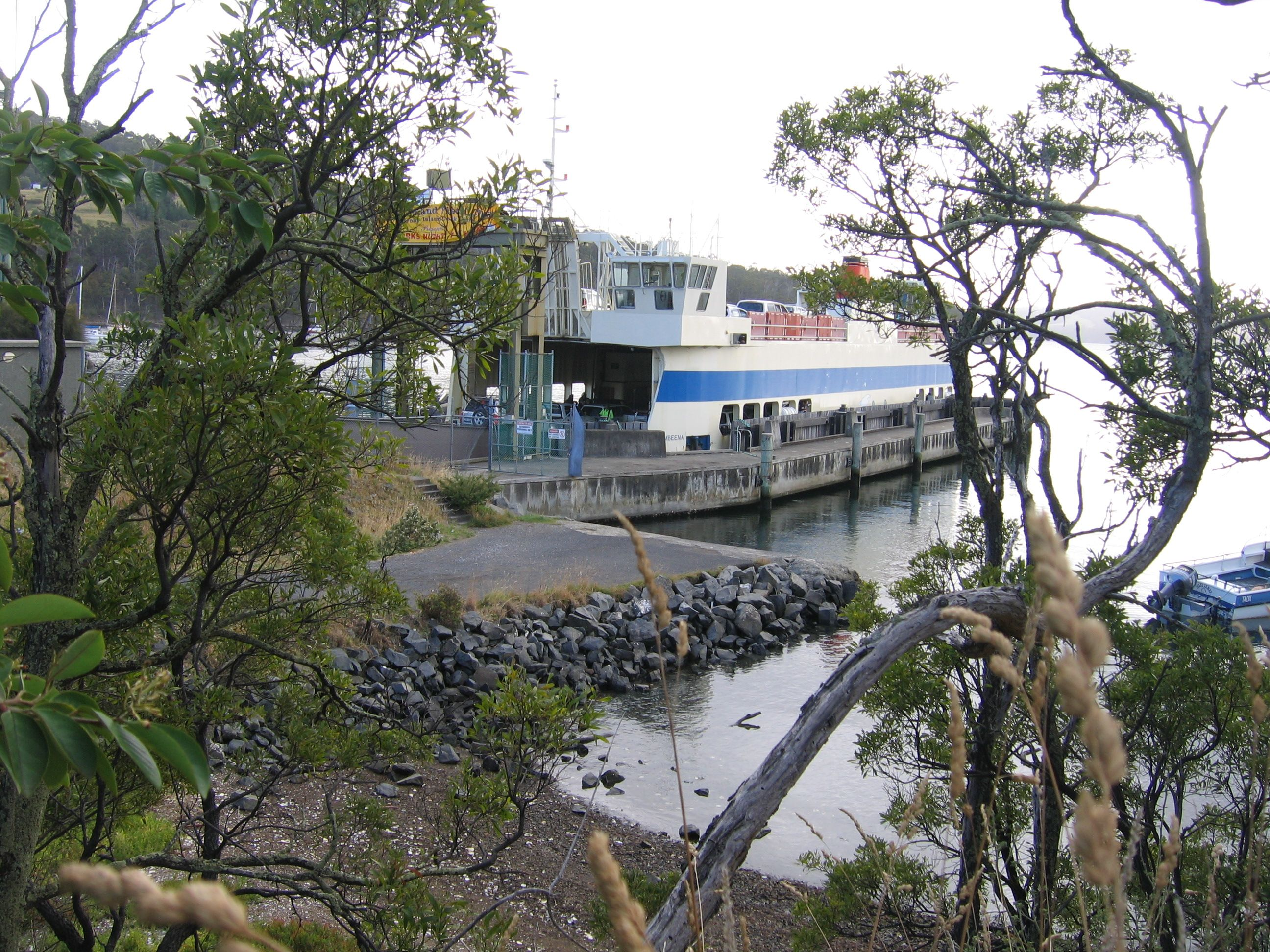
Bilfärjan